# Ferdinand Rudolph von Ziegler und Klipphausen
Ferdinand Rudolph von Ziegler und Klipphausen (* 18. März 1653; † 18. Dezember 1720) war ein kursächsischer Kammerjunker, Stückhauptmann und Rittergutsbesitzer in der Oberlausitz.

## Leben
Er stammte aus der Adelsfamilie von Ziegler und Klipphausen und war der Sohn von Wolf Rudolph von Ziegler und Klipphausen. Der spätere General Carl Gottlob von Ziegler und Klipphausen war sein älterer Bruder.
Nach dem Tod des Vaters erhielt er bei der Teilung mit seinen Brüdern die beiden Rittergüter Mittelcunewalde und Niederbeiersdorf und wurde dort Erb-, Lehn- und Gerichtsherr. Letzteres Gut veräußerte er 1687. Durch Erbschaft fiel 1708 das Gut Wehrsdorf an ihn, wo er ebenfalls die Patrimonialherrschaft wahrnahm.

## Familie
Er heiratete am 6. Januar 1684 im Beisein des Kurfürsten und der Kurfürstin auf dem Residenzschloss Dresden die Kammerjungfer Johanna Charlotta von Krahe (1656–1692) aus dem Hause Roßla, die für die Kurfürstin von Sachsen tätig war. Die adlige Hochzeit wurde vom Oberhofmarschallamt organisiert.
Nach deren Tod verlobte er sich mit Sophia Dorothea von Marschall, die aber vor der Eheschließung 1702 starb. Fortan blieb Ziegler allein und starb kinderlos 1720. Sein Erbe fiel an seine beiden Schwestern und seine Vettern.
Sein barockes Grabmal hat sich bis heute erhalten.